# 帕特里西奥·艾尔文
米格尔·帕特里西奥·艾尔文·阿索卡尔（西班牙語：Miguel Patricio Aylwin Azócar，西班牙語發音：[paˈtɾisjo ˈelwin aˈsokaɾ] ⓘ；1918年11月26日—2016年4月19日）是一位智利基督教民主党政治家，也是一位律师、作家、教授、还是前参议员。他是独裁者奥古斯托·皮诺切特后首任智利总统，他的上台，标志着智利在1990年成功进行民主转型。

## 總統
尽管受到智利军方以及智利政府内部的阻挠，不过在他任期内，智利设立了真相与和解委员会，开始对奥古斯托·皮诺切特軍政府时期侵犯人权的状况进行调查。同时，智利的贫困人口显著减少。任內皮诺切特的軍政府勢力仍對政府有重要影響力，但他也試圖對軍政府成員進行調查。
1994年3月11日卸任后，由同屬中間偏左聯盟的費雷繼任。

## 去世
2016年4月19日逝世，享年97岁。4月22日，智利政府为其举行国葬。